# Галерия (помещение)
Галерия (от италиански Galleria или старофренски Galilée, означавайки „дълга колонада“) обозначава в архитектурата в най-широк смисъл помещение, което е по-дълго, отколкото широко и има множество светлинни отвори на поне една от двете си надлъжни страни. Думата вероятно произхожда от средновековната „Галилея“, която обозначавало преддверие в църква. Обикновено една от надлъжните стени е заменена с колони, стълбове или балюстради.
В по-тясна дефиниция на термина „галерия“ се обозначава дълъг коридор, разположен на горен етаж на сграда, който от една от надлъжните си страни е отворен към по-голямо помещение. Това може да се осъществи, например, чрез конструкция, наподобяваща балкон, или с помощта на аркади. Пример за такава галерия е коридор на горен етаж на опера или театър, който има отвор към балкон на зрителната зала. Галерия“ в тази тясна дефиниция се различава от смислоподобния термин „емпория“ по това, че тя може да бъде отворена и откъм външно помещение (напр. тераса).

## История
Първите галерии са построени в романски църкви като тесни коридори с отворени аркади от едната страна. Ако те са прикрепени към външната страна на сграда, се говори за „галерии джуджета“, които най-вече служат за структурирането на фасадата. Ако обаче коридорът е вътре в църквата, той се нарича трифорий.
По време на ренесанса тези коридори се превръщат в удължена зона във вътрешността на дадена сграда, която служи за свързване на няколко помещения едновременно – най-вече при тържества и приеми. Във всяко помещение, свързано с такава галерия, можело да се влиза, без да се налага да се минава през други съседни помещения. Първите галерии от този тип са построени под формата на аркади в края на 15-ти и началото на 16 век във френски дворци. Примери за това са „Галерията на Лудвиг XII“ в замъка Блуа и галерията на замъка Фужер-сюр-Бйевр. Тъй като са отворени от едната страна, те се наричат още отворени галерии. През 16 век от тях във Франция се развиват затворени галерии. Това са дълги вестибюли, подобни на зали, чиито надлъжни страни имат много големи остъклени прозорци и поради това са особено светли. Те се създават на мястото на рицарските големи зали и балните зали на средновековните замъци. Мотивът за самоинсцениране, претенциите и мирогледните представи на поръчителя на строежа определят техните иконографски програми. Пример, който илюстрира това, е дългата 60 метра „Галерия на Франц I“ в дворец Фонтенбло. Във Великобритания „дългата галерия“ се превръща в характерен признак на елизабетинска и якобинската архитектура от 16-ти и 17 век.
През 17-ти и 18 век, през периода на барока, „галерията“ се превръща в пищно проектирана бална зала, която често се намира на горния етаж. Най-известният пример в света е Огледалната галерия във Версайския дворец. Просторността, постигната чрез дългите редици от прозорците на тия помещения, приканвала хората да показват и излагат произведения на изкуството в тях. От този начин на употреба на помещението произлиза и настоящото значение на думата „галерия“ в смисъл на „художествена галерия“ за колекции от произведения на изкуството и живописта.
Други примери за известни галерии са Уфици във Флоренция и Лувъра в Париж. Антиквариумът на Мюнхенската резиденция от 1568 г. до 1571 г. е един от първите примери за галерия в Германия.

През 1820-те години в Париж за първи път са построени търговски улици със сводести стъклени покриви и витрини, обърнати към централната пътека (така наречените „rue couvertes“ (улични куверти) – покрити улици), за да предпазят пешеходците от дъжд и кал. Те също са наричани още „галерии“. Когато образували проход между две улици, те също били наричани „пасажи“. Тази строителна форма била заимствана и от други големи градове като Милано, Брюксел или Санкт Петербург. Чрез използването на чугунени поддържащи стъклени покриви, галериите понякога се разширявали, за да приличат на зала. Този тип строене започва от 1870-те години постепенно да се заменя с големи универсални магазини („молове“).
- Галерии-джуджета по църквата „Сан Микеле“ в Лука, 12 век
- Отворена галерия (арка) в крилото на Луи XII, замък Блуа, 16 век
- „Галерията на Франц I“ в двореца Фонтенбло, 1-ва половина на 16 век, затворена галерия
- Галерия в смисъл на издигнат коридор в Сградата на Томас Джеферсън на Конгресната библиотека, 19 век
- Galerie du Baromètre (в състоянието около 1866 г.), една от двете галерии в Passage de l'Opéra (Пасаж на операта) в Париж, построена през 1822 г., разрушена през 1925 г.
- Галерии в пасаж Вердо, Париж